# Ardys II.
Ardys II., auch Ardysus II. (altgriechisch Ἃρδυς Árdys) ist ein weitgehend legendärer König von Lydien aus der Dynastie der Mermnaden. Seine Regierungszeit wird von Herodot mit 678–629 v. Chr. angegeben.

## Geschichte
Ardys war Sohn und Nachfolger des ersten Mermnaden-Königs Gyges. Nachdem dieser im Kampf gegen die Kimmerier ums Leben gekommen war, musste Ardys die lydische Herrschaft im westlichen Kleinasien erneut stabilisieren. Dabei gelang es ihm insbesondere, sich gegen die Griechenstädte an der ägäischen Küste durchzusetzen; so fällt in seine Regierungszeit die Einnahme der Stadt Priene. Sein Nachfolger wurde sein Sohn Sadyattes II.
Ardys oder Gyges sollten um 650 v. Chr. die ersten Münze überhaupt prägen lassen haben (sh. Münzprägung).